# Luis Celedón
Luis Celedón, född 16 december 1926, var en friidrottare från Chile. Han deltog vid olympiska sommarspelen 1952.